# Cjepivo protiv parotitisa
Cjepivo protiv parotitisa uspješno sprječava zaušnjake. Kada je većina stanovništva procijepljena, smanjuje se učestalost komplikacija ove bolesti. Procjenjuje se da je učinkovitost cjepiva 85% kod procijepljenosti stanovništva od 90%, ali za dugotrajnu prevenciju potrebne su dvije doze cjepiva. Prva doza preporuča se u dobi između 12 i 18 mjeseci,a druga se tipično daje između druge i šeste godine života. Upotreba ovog cjepiva mogla bi biti korisna i u onih koji nisu imuni, a bili su izloženi ovoj bolesti.

## Sigurnost
Cjepivo protiv parotitisa je vrlo sigurno, s uglavnom blagim nuspojavama. Na mjestu injekcije može se javiti blaga bol i oteklina, uz blagu vrućicu. Značajnije nuspojave su rijetke. Nema dostatnih dokaza o povezanosti cjepiva s neurološkim komplikacijama. Cjepivo se ne bi trebalo davati za vrijeme trudnoće niti osobama s teškom imunodeficijencijom. Ipak, nisu zabilježeni loši ishodi među djecom majki koje su primile cjepivo za vrijeme trudnoće. Iako se cjepivo proizvodi u pilećim stanicama, može se davati osobama s alergijom na jaja.

## Upotreba
Većina razvijenih zemalja te mnoge zemlje u razvoju kombiniraju ovo cjepivo s cjepivom protiv ospica i cjepivom protiv rubeole, poznatim kao MoPaRu. Dostupna je i kombinacija ova tri cjepiva uz dodatak cjepiva protiv vodenih kozica, poznata kao MMRV. Od 2015. godine 110 zemalja koristi cjepivo u ovom obliku. U područjima gdje je većina stanovništva procijepljena, učestalost zaušnjaka smanjila se za više od 90%. Podijeljeno je gotovo pola milijarde doza cjepiva u raznim oblicima.

## Povijest, društvo i kultura
Prvo cjepivo protiv parotitisa licencirano je 1948. godine, no ovaj oblik je imao samo kratkotrajni učinak. Poboljšana cjepiva postala su komercijalno dostupna 60-tih godina 20. stoljeća. Prvotni oblik cjepiva koristio je inaktivirani virus, no kasniji pripravci su sadržavali živi oslabljeni virus. Cjepivo se nalazi na Popisu najvažnijih lijekova Svjetske zdravstvene organizacije, nužnih u sustavu primarne zdravstvene zaštite. Od 2007. godine u uporabi se nalazi više različitih oblika cjepiva protiv parotitisa.